# Clara Peya Rigolfas

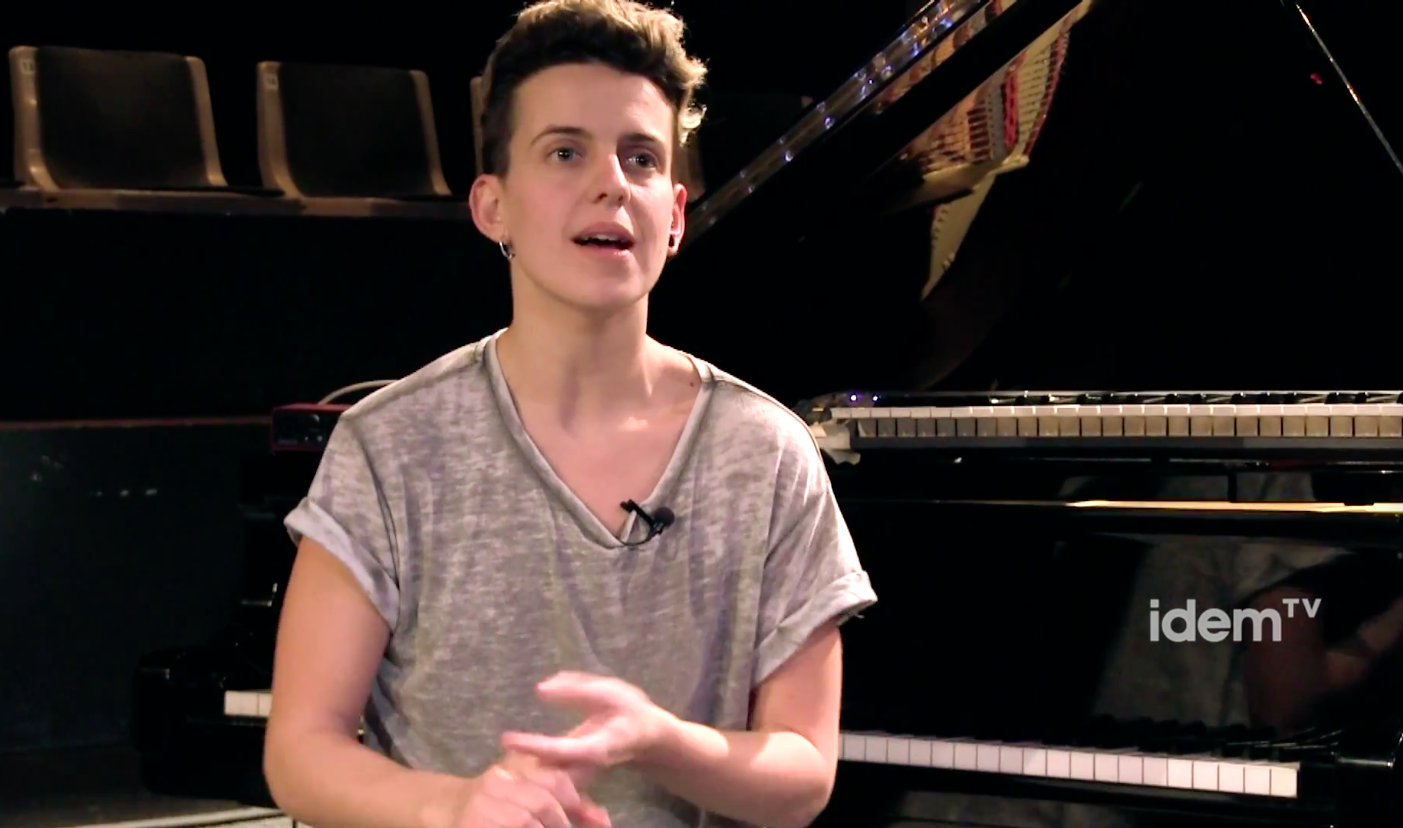
Clara Peya entrevistada per idemTV.com el 2015.

Clara Peya Rigolfas   (Palafrugell, 6 d'abril de 1986) és una pianista, compositora i intèrpret catalana. Després de 2009 ha produit un grapat d'àlbums amb jazz, música de cambra, rap, música electrònica i pop, col·laborant amb diversos cantants. Els textos tenen sovint un contingut feminista.

## Biografia

### Joventut
Peya és filla de pare i mare metges. Amb diversos membres de la seva família aficionats a la música, estudià piano des de molt petita, juntament amb sa germana. Ariadna, la germana major, abandonà els estudis musicals als setze anys, i es va enganxar a la dansa. La Clara però els va continuar.
Als quinze anys es matriculà en l'ESMUC, llicenciant-se en 2007 en piano clàssic. Posteriorment estudià jazz modern en el Taller de Músics de Barcelona.

### Inicis i els anys 2010
Amb la seva germana, la coreògrafa Ariadna Peya, conformen la companyia Les Impuxibles, amb la qual han treballat amb creadores com Carla Rovira, Marc Rosich, Judith Pujol, Virginia García, Míriam Escurriola, Bel Olid, Arantza López, Laura Vilar i Maria Velasco, entre d'altres. Va pertànyer al grup de pop-folk Xazzar i va impulsar bandes com Proyecto Cumaco.
Peya començà a enregistrar discos amb vint-i-tres anys. Des de 2009 ha produït nou àlbums, el primer dels quals, Declaracions. Va dedicar el seu disc Espiral (2014) a la seva tieta, Josefina Rigolfas (morta el 2014), que també era pianista. L'àlbum Mímulus (2015) va incloure contribucions vocals de Ferran Savall i Judit Neddermann.
L'àlbum Oceanes (2017) va ser un homenatge a les dones importants que han passat per la seva vida a través de l'aigua. Per als títols de les melodies Peya va utilitzar els noms d'aquestes dones importants però presentats com anagrames.
El 2018 va llançar Estómac, que combina jazz, rap, pop i electrònica. L'àlbum també fa part del seu manifest feminista, amb desconstruccions de la idea de l'amor romàntic. L'àlbum va rebre el premi Enderrock al millor disc del 2018. L'any següent va publicar A A (Analogia de l'A-mort), el seu primer disc a piano sol. El 2019 va rebre el Premi Nacional de Cultura. També ha compost música per a musicals com Mares i filles i Homes foscos.

### Els anys 2020, altres col·laboracions
L'estiu de 2020 va publicar l'àlbum Estat de larva, una producció instrumental amb un títol que va referenciar l'estat d'alarma (durant la pandèmia de covid-19) a la societat on la composició i la gravació foren realitzades. Els títols monosil·làbics de les 16 melodies de l'àlbum formen junts la frase 'No sé vosaltres però jo necessito pell per viure', un comentari de la vida en solitari sota un estat d'alarma.
Altres produccions musicals per a l'escena són: 4Carmen (òpera col·lectiva, 2015), Renard, o el llibre de les bèsties (Teatre Lliure, 2016) i Jane Eyre (Teatre Lliure, 2017).

## Estil
Com a pianista ha desenvolupat un estil propi, aconseguit segons ella gràcies a la llibertat que li ha donat la música. Reconeix influències de compositors com Erik Satie i Claude Debussy, però a vegades també de Bach i Mozart.
En els darrers anys no fa servir partitures; toca de memòria. Afirma que en cada concert hi posa la passió com si en fos l'últim que donés en la seva vida.

## Discografia
- Declaracions (2009, Discmedi)
- +Declaracions (2011)
- Tot aquest silenci (2012)
- Tot aquest soroll (2013)
- Espiral (2014)
- Mímulus (2015)
- Oceanes (2017)[19]
- Estómac (2018, Satélite K)[20]
- A A (Analogia de l'A-mort) (2019)[21]
- Estat de larva (2020)
- Perifèria (2021)[22]

## Guardons
- Premi Enderrock al millor disc (2018) per Estómac[6]
- Premi Nacional de Cultura (2019)[23]

| « | Per innovar la composició i la interpretació musicals transitant entre la música, el teatre i l'activisme sense abandonar el piano, instrument que l'acompanya en les seves performances. Formada a Catalunya i en diversos països del món, hibrida la música de cambra, el jazz, el pop i l'electrònica, i manté alt el compromís creatiu amb la llibertat d'expressió en escena, que omple d'energia transgressora des d'una perspectiva de gènere. Ha compost diverses músiques per a teatre i dansa per a la companyia "Les Impuxibles", de la qual és fundadora. | » |
| — «Premi Nacional per al Museu de Lleida després de l'“agressió”», 20-03-2019. [Consulta: 7 juny 2019]. | |   |

- Premi Altaveu (2019)[24]